# Villa Arvedi
La villa Arvedi è la più grande villa veneta della provincia veronese, situata nella frazione di Cuzzano nel comune di Grezzana, nel mezzo della Valpantena e a 9 km da Verona.
L'attuale edificio in stile barocco venne realizzato ad opera dell'architetto Giovanni Battista Bianchi verso la metà del XVII secolo, anche se la presenza di una struttura è documentata fino dal XIII secolo. La chiesetta adiacente e il grande salone del primo piano risultano essere affrescate da Ludovico Dorigny. Altri dipinti sono di Paolo Farinati e Sante Prunati.
Nel 1824 è stata acquistata da Giovanni Antonio Arvedi ed è tuttora di proprietà della famiglia.

## Storia
Le origini di villa Arvedi risalgono al 1200 ed è documentata come casa di proprietà della famiglia della Scala. Nel 1400 Jacopo Dal Verme entra in possesso della villa e successivamente, nel 1442, la Repubblica di Venezia la confisca e la mette in vendita assieme a tutte le rimanenti proprietà del ribelle nipote di Jacopo, Alvise Dal Verme. Essa viene acquistata dagli Allegri, una famiglia all'epoca molto importante e potente. Intorno al 1650 viene edificata nelle forme attuali su disegno dell'architetto Giovanni Battista Bianchi. Nel corso degli anni, la dinastia degli Allegri perde gradualmente il proprio prestigio politico-finanziario, fino a quando nel 1824 Lucrezia, ultima discendente della famiglia veronese, vende la villa al trentino Giovanni Antonio Arvedi.

Ad oggi Villa Arvedi, oltre a dare alloggio alla famiglia che ne è proprietaria, funge come sede idonea per ospitare convegni, seminari, conferenze stampa, presentazioni di prodotti, cene di gala, matrimoni ed eventi culturali.
Inoltre, funziona ancora come azienda agricola che si occupa soprattutto della coltivazione degli ulivi circostanti la villa e permette alla tenuta di produrre olio extravergine con vendita diretta nello spaccio privato.

## Descrizione
Villa Arvedi è situata lungo il declivio di un colle e circondata da una coltivazione di ulivi secolari e da un bosco di roveri, che la incorniciano e proteggono dall'inclemenza del vento. In accordo alla sua funzione e alla tipica struttura della villa veneta, Villa Arvedi viene inserita in una grande proprietà agricola. Il complesso architettonico è articolato attorno a un cortile quadrangolare, al centro del quale si colloca il corpo principale, circondato nelle vicinanze dalle dipendenze, dette barchesse, dove veniva organizzato il lavoro.
La facciata principale, che guarda la valle, è ornata da un portico che sostiene una terrazza con balaustra e si conclude in cima in un attico con un'altra balaustra arricchita da statue. Il corpo centrale è raccordato a due torri laterali attraverso due ali, a loro volta decorate con ulteriori terrazze protette da balaustre con statue.
La facciata secondaria presenta una forma a ferro di cavallo e si affaccia sulla corte d'onore, al centro della quale si apre la scalinata a doppia rampa che conduce ad una chiesetta in stile barocco.
La cappella è dedicata a San Carlo Borromeo, che la tradizione vuole ospite durante il viaggio verso Trento per il concilio del 1485. Si caratterizza per la presenza di logge laterali e un fastigio centrale, e si trova in posizione sopraelevata rispetto al corpo della villa così da poter esser visibile anche da lontano. L'attuale struttura è stata costruita intorno al 1717 come probabile sostituzione di un precedente oratorio. L'interno è stato affrescato da Ludovico Dorigny intorno al 1720. Nell'area presbiterale viene raffigurata la scena di Dio che appare a San Carlo Borromeo, mentre il soffitto è decorato con l'episodio di Elia sul carro di fuoco.
Nell'area antistante la villa si trova un vasto giardino all'italiana, sviluppato su un terrazzamento a contrafforte e realizzato in siepi di bosso con dei disegni a duplice ventaglio, raro esempio nel suo genere in Italia. Le sue forme geometriche barocche ricordano lo stile stesso della facciata della villa, creando quindi un insieme armonico. 
Alla destra del giardino si colloca la grotta, o ninfeo, struttura in stile barocco decorata con conchiglie, mosaici e statue di figure e che funge da giardino d'inverno.

## Interni
Villa Arvedi si erge su due piani e al suo interno vanta numerosi affreschi e opere d'arte. 
Due sale al suo interno si distinguono per la loro vastità e per le decorazioni: la sala dei Cesari e la sala dei Titani.
La sala dei Cesari è collocata al pian terreno e si affaccia da un lato sul giardino all'italiana e dall'altro sul cortile interno, da dove si scorge la cappella. Al suo interno sono conservati degli affreschi cinquecenteschi, molto ridipinti, attribuiti a Paolo Farinati. Adiacenti al salone dei Cesari si trovano altri due salotti più piccoli caratterizzati da soffitti lignei affrescati (in tecnica trompe-l'œil) con scenografie di paesaggi fantasiosi e mitologici, attribuiti ai veronesi Sante Prunati e Giuseppe Falezza.
La sala dei Titani si trova al primo piano della villa e coincide con il grande salone d'onore a doppia altezza. È stata affrescata principalmente da Ludovico Dorigny intorno al 1720 con scene mitologiche. Nel registro inferiore delle pareti sono raffigurate le allegorie dei segni zodiacali, inseriti in una finta struttura architettonica, e le lotte dei Giganti. Nel registro superiore, invece, si distinguono la lotta fra dei Centauri e dei Lapiti, e l'episodio mitologico di Perseo e Medusa. Sotto alcune delle finestre piccole si scorgono i ritratti dei membri della famiglia Allegri. La volta è decorata con architetture d'illusione ed effetti prospettici, attribuiti a Francesco Galli da Bibbiena (1659-1739), che racchiudono riproduzioni dell'Olimpo, delle Tre Grazie e dei Venti.
La villa conserva parte dell'arredo originale.

## Cultura popolare
La villa è stata utilizzata diverse volte come set per opere cinematografiche o video grafiche. Tra queste:
- Letters to Juliet (2009): film del regista statunitense Gary Winick. Oltre a essere stata utilizzata come set per alcune scene, il film ha ospitato un piccolo cameo del proprietario, Paolo Arvedi[1].
- Amo solo te (2019): video musicale del brano interpretato dal cantante italiano Andrea Bocelli con la partecipazione del cantante britannico Ed Sheeran[2].